# Eva Braunová
Eva Anna Paula Braunová, později Eva Anna Paula Hitlerová (6. února 1912 Mnichov – 30. dubna 1945 Berlín), byla německá fotografka, dlouholetá společnice, milenka a krátce i manželka Adolfa Hitlera. Braunová se s Hitlerem seznámila v Mnichově, když byla sedmnáctiletou asistentkou a modelkou jeho osobního fotografa Heinricha Hoffmanna.
Během jejich raného vztahu se dvakrát pokusila o sebevraždu. V roce 1936 se Braunová stala součástí Hitlerovy domácnosti na Berghofu poblíž bavorského Berchtesgadenu a po celou dobu druhé světové války žila v ústraní. Stala se významnou osobností v Hitlerově užším společenském kruhu, ale veřejných akcí se s ním neúčastnila až do poloviny roku 1944, kdy se její sestra Gretl provdala za styčného důstojníka SS Hermanna Fegeleina.
Když se nacistické Německo ke konci války hroutilo, Braunová odjela do Berlína, aby byla po jeho boku v bunkru pod zahradou říšského kancléřství. Když se vojska Rudé armády probojovala do centrální vládní čtvrti, Braunová se dne 29. dubna 1945 během krátkého civilního obřadu provdala za Hitlera; bylo jí 33 a jemu 56 let. O necelých 40 hodin později zemřeli sebevraždou v obývacím pokoji bunkru. Braunová se zabila rozkousnutím kapsle s kyanidem a Hitler střelou do hlavy. Německá veřejnost o vztahu Braunové a Hitlera až do jejich smrti nevěděla. Mnoho dochovaných barevných fotografií Adolfa Hitlera pořídila právě Eva Braunová.

## Život

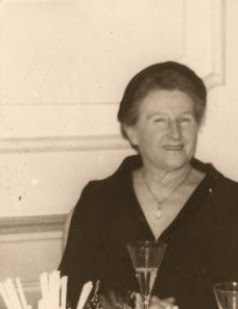
Matka Evy Braunové, Franziska Braun

### Rodina a mládí
Eva Braunová se narodila 6. února 1912 v Mnichově jako dcera učitele Friedricha „Fritze“ Brauna a Franzisky „Franny“ Kronbergerové, která pracovala jako švadlena. Měla starší sestru Ilse (1909–1979) a mladší sestru Margaretu (Gretl) (1915–1987). Její otec byl luterán a matka katolička.
Rodiče Evy se v dubnu 1921 rozvedli, ale v listopadu 1922 se znovu vzali, pravděpodobně z finančních důvodů; německou ekonomiku v té době sužovala hyperinflace. Braunová se vzdělávala na katolickém lyceu v Mnichově a poté jeden rok na obchodní škole v klášteře anglických sester v Simbachu nad Innem, kde měla průměrný prospěch a talent pro atletiku.
V sedmnácti letech vzala práci asistentky ve fotoateliéru Heinricha Hoffmanna, oficiálního fotografa NSDAP. Tam se v roce 1929 seznámila s Hitlerem. Byl jí představen jako „Pan Wolf“ („Herr Wolf“). Hitler ji v následujících letech často zval na jídlo nebo do kina. Braunové mladší sestra Gretl pracovala od roku 1932 také pro Hoffmanna. Ženy si po určitou dobu pronajímaly společný byt. Gretl Evu často doprovázela na jejích dalších cestách s Hitlerem do Obersalzbergu.

### Vztah s Hitlerem

#### Před druhou světovou válkou
Hitler žil se svou nevlastní neteří Geli Raubalovou v bytě na Prinzregentenplatz 16 v Mnichově od roku 1929 až do její smrti v roce 1931. Dne 18. září téhož roku byla Raubalová nalezena v bytě mrtvá s průstřelem hrudníku, zřejmě sebevražda Hitlerovou pistolí. Hitler byl v té době v Norimberku. Vztah s Raubalovou (pravděpodobně nejintenzivnější v jeho životě) byl pro něj důležitý. Právě po její sebevraždě se začal stýkat s Braunovou.
Sama Braunová se 10. nebo 11. srpna 1932 pokusila o sebevraždu, když se střelila do hrudi pistolí svého otce. Historici se domnívají, že tento pokus nebyl vážný, ale byl snahou o získání Hitlerovy pozornosti. Po Braunové uzdravení se jí Hitler začal více věnovat a koncem roku 1932 se z nich stali milenci. Často přespávala v jeho mnichovském bytě, když byl ve městě. Od roku 1933 pracovala Braunová jako fotografka pro Hoffmanna. Tato pozice jí umožnila cestovat s Hitlerovým doprovodem jako fotografka nacistické strany. Později ve své kariéře pracovala pro Hoffmannův umělecký tisk.

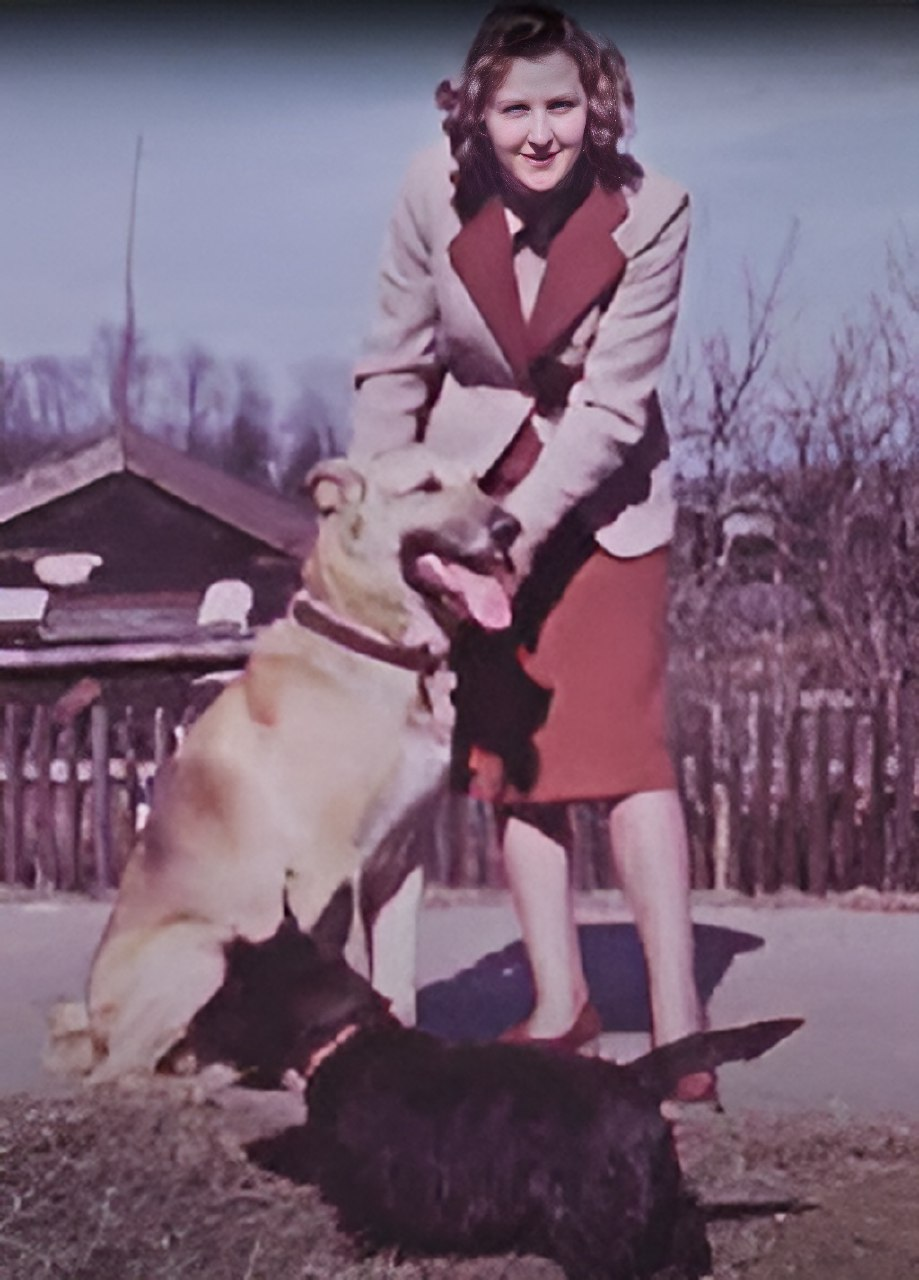
Eva Braunová se psem Blondi na Berghofu

Podle fragmentu jejího deníku a záznamu životopisce Nerina Guna se Braunová podruhé pokusila o sebevraždu v květnu 1935. Předávkovala se prášky na spaní, když si na ni Hitler ve svém životě neudělal čas. V srpnu téhož roku poskytl Hitler Braunové a její sestře třípokojový byt v Mnichově a následujícího roku dostaly sestry vilu v Bogenhausenu na Wasserburgerstr. Do roku 1936 byla Braunová v Hitlerově domácnosti na Berghofu u Berchtesgadenu, kdykoli tam pobýval, ale většinou žila v Mnichově. Braunová měla také vlastní byt v novém říšském kancléřství v Berlíně, dokončeném podle návrhu Alberta Speera.
Braunová byla členkou Hoffmannova štábu, když se v roce 1935 poprvé zúčastnila norimberského sjezdu. Hitlerova nevlastní sestra Angela Raubalová (matka Geli) se proti její přítomnosti ohradila a později byla propuštěna z funkce hospodyně v Berghofu. Badatelé nejsou schopni zjistit, zda její nechuť k Braunové byla jediným důvodem jejího odchodu, ale ostatní členové Hitlerova okolí od té doby považovali Braunovou za nedotknutelnou.
Hitler se chtěl prezentovat jako cudný hrdina; v nacistické ideologii byli muži politickými vůdci a válečníky a ženy byly v domácnosti. Hitler věřil, že je pro ženy sexuálně přitažlivý, a chtěl toho využít k politickému prospěchu tím, že zůstane svobodný, protože se domníval, že sňatek by snížil jeho přitažlivost. S Braunovou se nikdy neobjevili na veřejnosti jako pár; jediná společná fotografie, která byla zveřejněna, byla, když seděla vedle něj na zimních olympijských hrách 1936. Němci o vztahu Braunové s Hitlerem až do poválečného období nevěděli. Braunová měla vlastní pokoj sousedící s Hitlerovým pokojem jak na Berghofu, tak v komplexu bunkru pod zahradou Říšského kancléřství v Berlíně.

#### Druhá světová válka

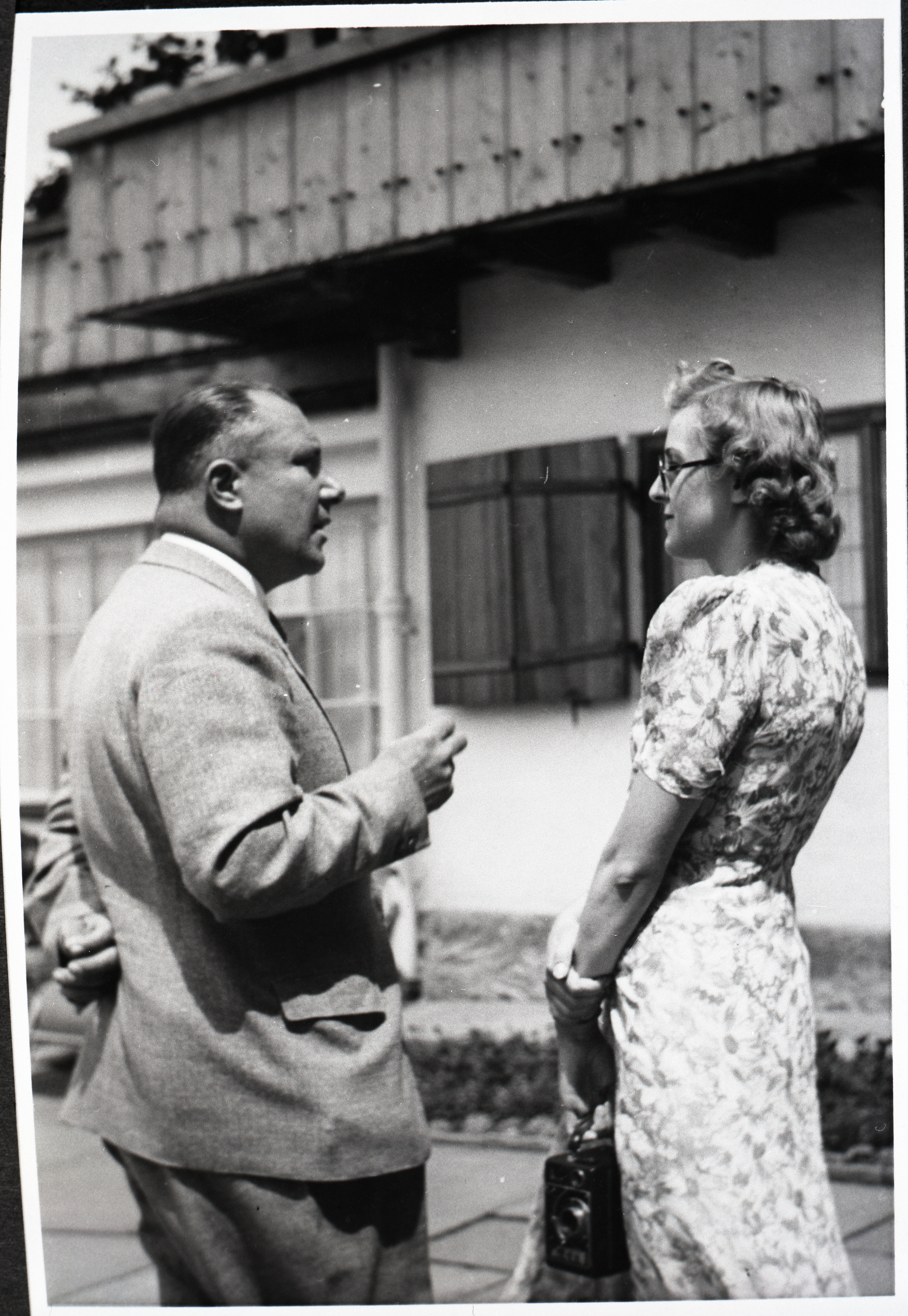
Eva Braunová s Martinem Bormannem

Historička a autorka životopisu Evy Braunové Heike Görtemaker uvádí, že ženy nehrály v politice nacistického Německa velkou roli. Politický vliv Braunové na Hitlera byl minimální; nikdy nesměla zůstat v místnosti, když se vedly obchodní nebo politické rozhovory, a když byli přítomni ministři vlády nebo jiní hodnostáři, byla poslána pryč. Nebyla ani členkou NSDAP. Hoffmann ve svých poválečných pamětech charakterizoval Braunové rozhled jako „bezvýznamný a malý“ (užil pojem feather-brained, což by se dalo přeložit jako „měla v hlavě peří“). Jejími hlavními zájmy byly sport, oblečení a kino. Vedla chráněný a privilegovaný život a zdálo se, že se o politiku nezajímá. Jedním z případů, kdy se o ni začala zajímat, byl rok 1943, krátce poté, co Německo plně přešlo na totální válečné hospodářství; to mimo jiné znamenalo potenciální zákaz dámské kosmetiky a luxusních předmětů. Podle Speerových pamětí se Braunová obrátila na Hitlera s „velkým rozhořčením“; Hitler v tichosti pověřil Speera, který byl v té době ministrem zbrojního průmyslu, aby raději zastavil výrobu dámské kosmetiky a luxusního zboží, než aby zavedl úplný zákaz. Speer se později nechal slyšet, že „Eva Braunová bude pro historiky velkým zklamáním.“

Braunová pro Hoffmanna pracovala i po navázání vztahu s Hitlerem. Pořídila mnoho fotografií a filmů členů Hitlerova nejbližšího okolí, z nichž některé prodala Hoffmannovi za mimořádně vysokou cenu; peníze od Hoffmannovy společnosti dostávala ještě v roce 1943. Braunová také zastávala funkci Hitlerovy soukromé sekretářky. Díky tomuto přestrojení mohla nepozorovaně vstupovat do kancléřství a opouštět ho, neboť mohla využívat boční vchod a zadní schodiště. Görtemakerová poznamenává, že Braunová a Hitler vedli normální sexuální život. Braunové přátelé a příbuzní popsali, jak se Eva chichotala nad fotografií Nevilla Chamberlaina z roku 1938, jak sedí na pohovce v Hitlerově mnichovském bytě, s poznámkou: „Tohle je vtipné: Kdyby jen věděl, co všechno ta pohovka viděla.“

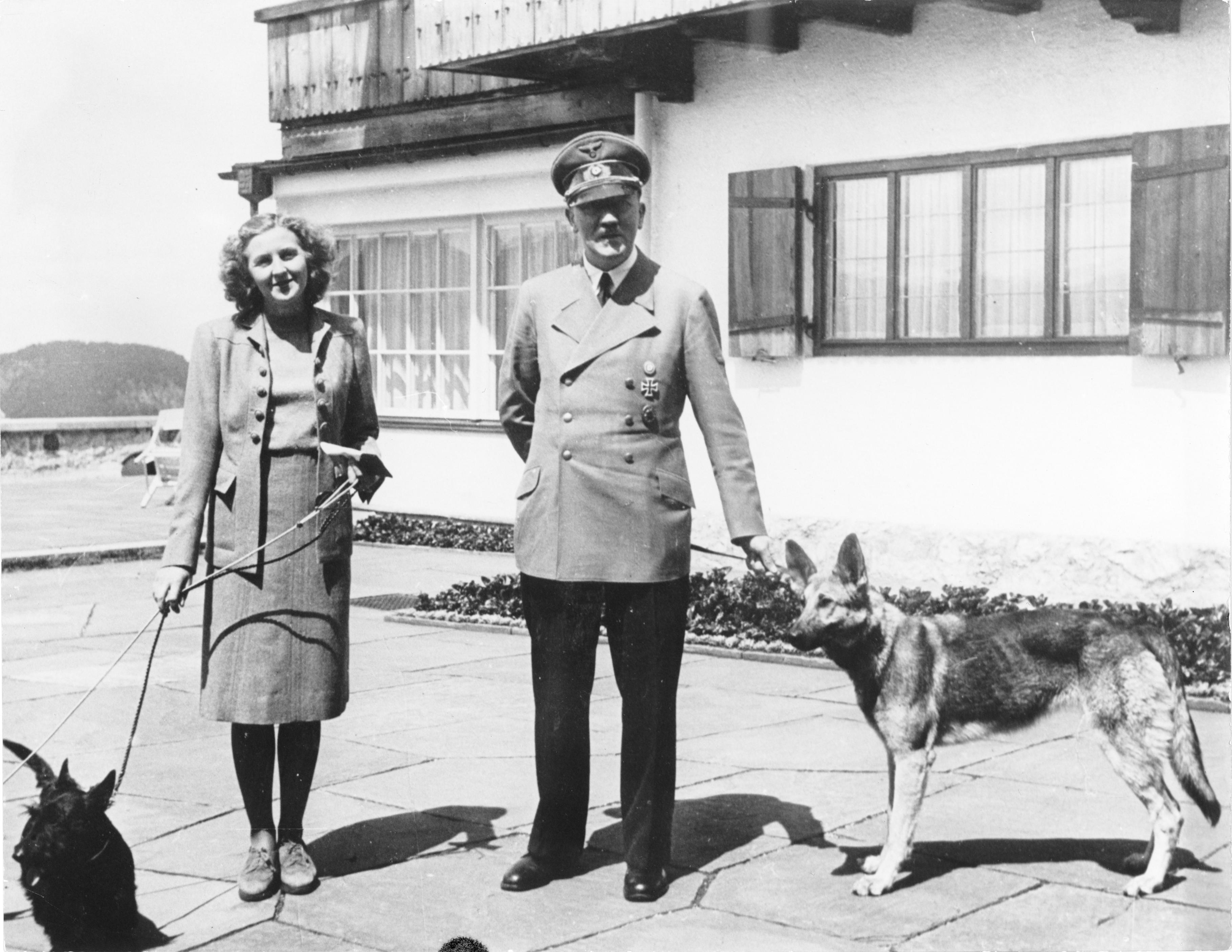
Eva Braunová s Adolfem Hitlerem

Její sestra Gretl se 3. června 1944 provdala za SS-Gruppenführera Hermanna Fegeleina, který působil jako styčný důstojník Reichsführera-SS Heinricha Himmlera v Hitlerově štábu. Hitler sňatek využil jako záminku, aby Braunová mohla vystupovat na oficiálních akcích, protože pak mohla být představena jako Fegeleinova švagrová. Když byl Fegelein v posledních dnech války přistižen při pokusu o útěk do Švédska nebo Švýcarska, Hitler nařídil jeho popravu. Za dezerci byl 28. dubna 1945 zastřelen na zahradě říšského kancléřství.

### Svatba a sebevražda
Začátkem dubna 1945 Braunová odcestovala z Mnichova do Berlína, aby mohla strávit čas s Hitlerem v jeho berlínském bunkru. Odmítla odjet, ani když se Rudá armáda blížila k hlavnímu městu. Po půlnoci v noci z 28. na 29. dubna se Hitler a Braunová vzali při malém civilním obřadu uvnitř bunkru. Svědky jim byli Joseph Goebbels a Martin Bormann. Poté Hitler uspořádal se svou novou ženou skromnou svatební snídani. Když se Braunová provdala za Hitlera, změnilo se její zákonné jméno na Eva Hitlerová. Když podepisovala svůj oddací list, napsala jako své příjmení písmeno B, to pak přeškrtla a nahradila ho již správným příjmením Hitler.
Dne 30. dubna 1945 po jedné hodině odpolední se novomanželé Hitlerovi rozloučili se zaměstnanci a členy vnitřního kruhu. Později odpoledne, přibližně v 15:30, několik lidí ohlásilo, že slyšeli hlasitý výstřel.Po několika minutách čekání vstoupil Linge v doprovodu Hitlerova adjutanta SS Otto Günscheho do malé pracovny a našel na malé pohovce bezvládná těla Hitlera a Braunové. Braunová rozkousla kyanidovou kapsli a Hitler se střelil pistolí do pravého spánku. Těla byla vynesena po schodech a nouzovým východem z bunkru do zahrady za říšským kancléřstvím, kde byla spálena během ostřelování okolí Rudou armádou. Braunové bylo v době smrti 33 let a Adolfu Hitlerovi 56 let.
Do 11. května identifikovali asistentka Hitlerova zubaře Käthe Heusermannová a zubní technik Fritz Echtmann zubní ostatky jako ostatky Hitlera a Braunové. Ostatky Josepha a Magdy Goebbelsových, šesti Goebbelsových dětí, generála Hanse Krebse a Hitlerových psů byly opakovaně pohřbeny a exhumovány, přičemž posledním místem byl areál Směrše ve východoněmeckém Magdeburgu. Údajně byly převezeny i ostatky Hitlera a Braunové, to je však pravděpodobně dezinformace. Neexistují žádné důkazy o tom, že by Sověti našli nějaké tělesné pozůstatky Hitlera nebo Braunové – s výjimkou zubních ostatků. Dne 4. dubna 1970 sovětský tým KGB s podrobnými pohřebními plány tajně exhumoval pět dřevěných beden s ostatky v Magdeburku. Ostatky byly důkladně spáleny a rozdrceny, načež byl popel vhozen do řeky Biederitz, přítoku nedalekého Labe.

## Rodina
Rodiče Evy Braunové, Frederick (řečený „Fritz“) a Franziska Katharina Braunová, rozená Kronbergerová, přežili svou dceru a zemřeli 22. ledna 1964, resp. 13. ledna 1976 v Ruhpoldingu (Bavorsko). Jsou pohřbeni na místním hřbitově. Eva Braunová měla dvě sestry, Ilse (1908–1979) a Margaret (1915–1987), přezdívanou „Gretl“. Ilse byla k německému národnímu socialismu (nacismu) velmi skeptická. Držela si od Hitlera a jeho doprovodu značný odstup a sestru na Obersalzbergu navštěvovala jen velmi zřídka. V průběhu let sestře často vyčítala, že je stále arogantnější a povrchnější. Gretl byla stálou součástí Evina doprovodu na Berghofu, 3. června 1944 se provdala za ctižádostivého důstojníka SS Hermanna Fegeleina, styčného důstojníka Heinricha Himmlera. Fegelein se pokusil v dubnu 1945 uprchnout, ale byl zajat. Hitler jej obvinil ze spojení s Himmlerovou předchozí nabídkou kapitulace Spojencům a nechal jej 29. dubna 1945 na nádvoří Nového říšského kancléřství zastřelit.
Ani Eva jej od toho nemohla odradit. Nejprve se angažovala ve prospěch svého švagra, ale ustala ve svých snahách, když zjistila, že jí ukradl šperky a Gretl podvedl. Gretl byla v té době ve vysokém stupni těhotenství, 5. května 1945 porodila dceru, kterou na počest své sestry pojmenovala „Eva Barbara“. Ta však nakonec 8. dubna 1971 ukončila svůj život sebevraždou, když její přítel zahynul při autonehodě.
Evina sestřenice Gertraud Weiskerová vystoupila od roku 2000 v několika televizních dokumentech a rozhovorech a sepsala autobiografický román Evas Cousine (Evina sestřenice) o společném čase stráveném s Evou.